# Kotlina Issykkulska
Kotlina Issykkulska – zapadlisko tektoniczne w górach Tienszan, w Kirgistanie, między górami Küngej Ałatau na północy a pasmem Terskej Ałatoo na południu. W centralnej części kotliny znajduje się jezioro Issyk-kul. Na zachodzie występują pustynie i półpustynie, na wschodzie przeważają obszary stepowe. Uprawiane są tam zboża i mak lekarski. Występują źródła mineralne.